# NGC 341
NGC 341 là một thiên hà xoắn ốc trong chòm sao Kình Ngư. Nó được phát hiện vào ngày 21 tháng 10 năm 1881 bởi Édouard Stephan. Nó được Dreyer mô tả là "mờ nhạt, khá lớn, tròn, giữa sáng hơn một chút, lốm đốm nhưng không được giải quyết." Nó có một thiên hà đồng hành, PGC 3627, đôi khi được gọi là NGC 341B. Vì lý do này, nó đã được đưa vào Atlas thiên hà đặc biệt của Halton Arp.